# 川上小夜子
川上 小夜子（かわかみ さよこ、1896年〈明治29年〉4月27日 - 1951年〈昭和26年〉4月24日）は日本の女性歌人。本名、小西 慶子（旧姓、久城）。覇王樹同人の小西憲三は夫。

## 来歴
1898年（明治31年）、福岡県八女郡三河村（現在の八女市）に生まれ、大牟田市で育つ。熊本尚絅女学校卒業後、1916年（大正5年）に白日社の『詩歌』に参加。詩歌の廃刊後は1918年（大正7年）『覇王樹』の創刊と共に参加、同人として出詠。1925年（大正14年）に水町京子、北見志保子らと共に『草の実』を創刊、覇王樹を退いた。1935年（昭和10年）、北原白秋が『多磨』を創刊するとともに同誌に参加する。なお、草の実は戦時中に解散の命で解散している。1949年（昭和24年）、北見志保子、五島美代子、長沢美津らと流派結社の垣根なく著名女流歌人を網羅した女人短歌会を結成する。晩年、文芸誌『望郷』を主宰した。1951年（昭和26年）4月24日、54歳没。